# 希耶尔河畔维维耶
希耶尔河畔维维耶（法語：Viviers-sur-Chiers，法語發音：[vivje syʁ ʃjɛʁ]）是法国默尔特-摩泽尔省的一个市镇，位于该省北部，属于布里埃区。

## 地理
希耶尔河畔维维耶（49°28'23"N, 5°38'1"E）面积16.24 平方千米，位于法国大東部大區默尔特-摩泽尔省，该省份为法国东北部内陆省份，是洛林的一部分，北邻比利时、卢森堡，北起顺时针与摩泽尔省、下莱茵省、孚日省和默兹省接壤。
与希耶尔河畔维维耶接壤的市镇（或旧市镇、城区）包括：伯韦耶、弗雷努瓦拉蒙塔涅、隆吉永、希耶尔河畔蒙蒂尼。

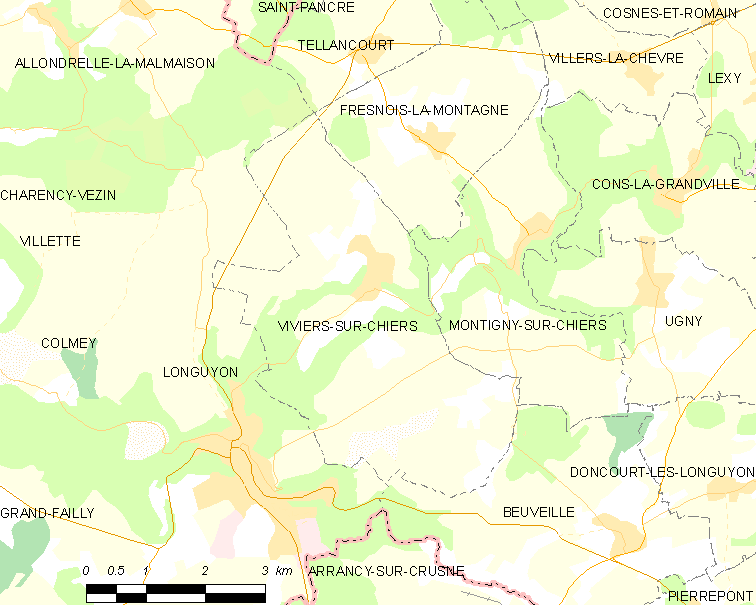
希耶尔河畔维维耶的OSM定位图

希耶尔河畔维维耶的时区为UTC+01:00、UTC+02:00（夏令时）。

## 行政
希耶尔河畔维维耶的邮政编码为54260，INSEE市镇编码为54590。

## 政治
希耶尔河畔维维耶所属的省级选区为蒙圣马丹县。

## 人口

1962-2008年间希耶尔河畔维维耶人口变化图示

希耶尔河畔维维耶于2022年1月1日时的人口数量为658人。